# Diva (romanzo)
Diva è un romanzo giallo del 1979 scritto da Daniel Odier  (scritto con lo pseudonimo Delacorta). Dal romanzo è stato tratto il film omonimo del 1981.

## Trama
Jules è un fattorino della RCA per Parigi, fan della cantante lirica statunitense Cynthia Hawkins, che non ha mai firmato contratti discografici; durante un concerto parigino, Jules ne registra l'esibizione e la fa ascoltare all'amica Alba, che ne condivide l'ascolto con l'amico Serge Gorodis, che a sua volta pensa d'arricchirsi commercializzando la registrazione illegale.
Nel mentre, Nadia, la donna di Saporta (controllore dei traffici di droga e prostituzione a Parigi), decide di raccontarne, su nastro, i traffici e l'organigramma: dopo varie vicissitudini, il nastro inciso finisce nella borsa dello scooter di Jules, che si trova costretto a fuggire sia dalla polizia, sia dagli uomini di Saporta, mentre Serge cerca di vendere il nastro alla migliore casa discografica offerente.
Dopo una notte d'inseguimenti, il nastro di Nadia viene consegnato alla polizia, mentre Jules consegna l'altro nastro illegale a Cynthia.

## Edizioni
- (FR) Daniel Odier, Diva, Milano, Mondadori, 1979,  p. 159.